# Mennesker i København
Mennesker i København è un documentario del 1977, diretto da Nicolai Lichtenberg, sulle conseguenze sulla capitale danese della guerra sottomarina indiscriminata tedesca durante la prima guerra mondiale.